# Iloletto
Iloletto är en ö i Finland. Den ligger i Bottenviken och i kommunen Ijo i den ekonomiska regionen  Oulunkaari i landskapet Norra Österbotten, i den norra delen av landet. Ön ligger omkring 47 kilometer norr om Uleåborg och omkring 580 kilometer norr om Helsingfors.
Öns area är 1 hektar och dess största längd är 160 meter i öst-västlig riktning.